# Micraneflus imbellis
Micraneflus imbellis là một loài bọ cánh cứng trong họ Cerambycidae.